# Гегам Арутюнян
Гегам Арутюнян (вірм. Գեղամ Հարությունյան‎, нар. 23 серпня 1990, Єреван) — вірменський футболіст, який грає на зиції нападника клубу . Відомий за виступами у вірменських клубах «Уліссес», «Гандзасар» та«Ноах», а також у казахському клубі «Шахтар» (Караганда). Володар Кубка Вірменії.

## Клубна кар'єра
Гегам Арутюнян народився в Єревані. У дорослому футболі дебютував 2008 року виступами за команду «Уліссес», в якій провів шість сезонів, взявши участь у 37 матчах чемпіонату. У 2014 році став гравцем клубу «Гандзасар» з Капана. У складі «Гандзасара» був одним з головних бомбардирів команди, в якій грав протягом семи років з невеликою перервою на півроку, зіграв у її складі 136 матчів першості, відзначившись у них 52 забитими м'ячами. У складі команди в 2018 році став володарем Кубка Вірменії. У 2018 році нетривалий час грав у оренді в казахському клубі «Шахтар» з Караганди, після закінчення терміну оренди повернувся до «Гандзасара».
У середині 2021 року Гегам Арутюнян став гравцем іншого вірменського клубу «Ноах». У складі єреванського клубу грав до 2022 року, після чого став гравцем команди «Ван» (Чаренцаван). 7 лютого 2023 року Арутюнян покинув чаренцаванський клуб.

## Титули і досягнення
- Володар Кубка Вірменії (1):

«Гандзасар»: 2017–2018